# Ctesias orientalis
Ctesias orientalis is een keversoort uit de familie spektorren (Dermestidae). De wetenschappelijke naam van de soort werd in 1988 gepubliceerd door Zhantiev.